# 納薩斯河

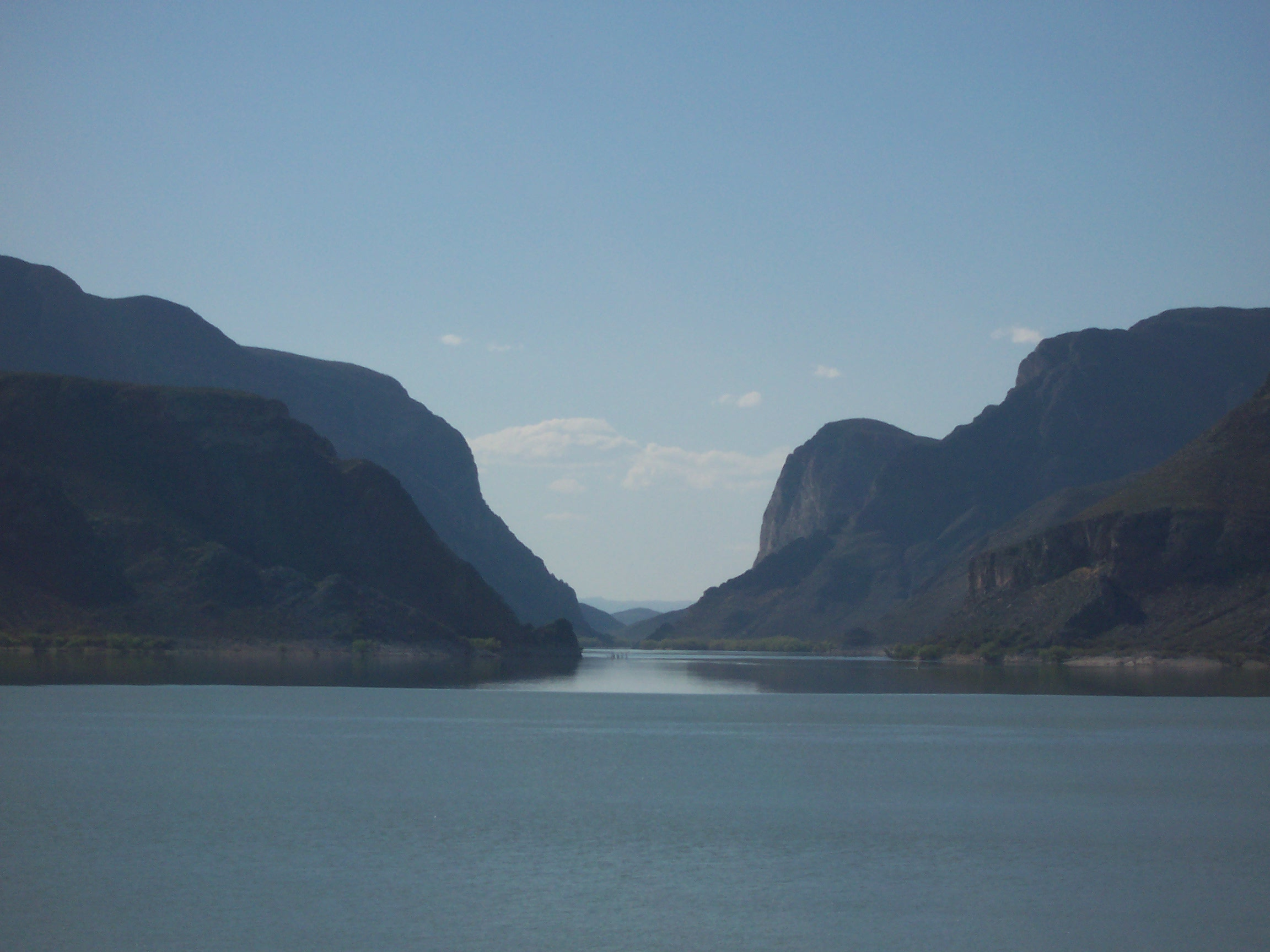

納薩斯河是墨西哥的河流，位於該國北部，流經杜蘭戈州和科阿韋拉州，河道全長600公里，流域面積57,101平方公里，發源自西馬德雷山脈。

## 外部連結
- Río Nazas at Torreon government site （页面存档备份，存于）

25°36′34″N 105°00′40″W / 25.60944°N 105.01111°W